# Дорошенко, Константин Леонтьевич
Константин Леонтьевич Дорошенко (6 декабря 1906, Енакиево — 30 июля 1992, Харьков) — советский и украинский дирижёр, педагог.

## Биографические сведения
Окончил Харьковское первое реальное училище и Первую Музпрофшколу по классу скрипки А. М. Консисторума.
В 1923-1925 годы обучался в Харьковском государственном музыкальном техникуме по классу скрипки В. М. Гольдфельда.
В 1925-1931 годы продолжил обучение в Харьковском музыкально-драматическом институте по классам теории музыки С. С. Богатырёва и оперно-симфонического дирижирования Я. А. Розенштейна (был первым выпускником). Посещал оркестровые репетиции, спектакли и концерты известных дирижёров — Л. П. Штейнберга, Н. А. Малько, В. В. Бердяева, А. Э. Маргуляна, А. М. Пазовского и др.
В 1929-1930 — дирижёр студенческого симфонического оркестра при Украинской филармонии.
В 1930-1935 — дирижёр Харьковской государственной столичной оперы.
В 1932-1934 — повышал свою квалификацию под руководством Германа Бертольдовича Адлера — главного дирижёра симфонического оркестра Украинской филармонии и преподавателя Харьковского музыкально-драматического института, впоследствии — всемирно известного дирижёра.
В 1929-1934 преподавал в Харьковском музыкально-театральном техникуме.
В сезон 1934/1935 годов проходил стажировку в Ленинграде под руководством выдающегося австрийского дирижёра Фрица Штидри — воспитанника Густава Малера, в 1934-1937 годы возглавлявшего симфонический оркестр Ленинградской филармонии.
В 1935-1936 — дирижёр Харьковской экспериментальной оперной студии.
В 1934-1938 — преподавал в Харьковском педагогическом институте.
В 1936-1938 — дирижёр симфонического оркестра и музыкальный редактор Харьковского областного радиокомитета.
В 1936-1941 — преподавал инструментовку и чтение оркестровых партитур в Харьковском музыкальном училище.
С 1936 — старший преподаватель Харьковской государственной консерватории, с 1943 — доцент дирижёрско-хормейстерского факультета, в 1948-1957 — заведующий отделом народных инструментов, в 1963-1968 — заведующий кафедрой народных инструментов Харьковского института искусств, в 1963-1990 — исполняющий обязанности профессора кафедры народных инструментов. Его незаменимой помощницей в 1939-1992 годы была Ольга Григорьевна Ицкович — ведущий концертмейстер дирижёрского класса кафедры народных инструментов.

## Оперные постановки К. Л. Дорошенко
- Р. Леонкавалло "Паяцы" (совместно с режиссёром Н. М. Фореггером, 1932).
- М. П. Мусоргский "Сорочинская ярмарка" (совместно с режиссёром В. М. Скляренко, 1935).

## Известные ученики
- Барсов, Виктор Наумович
- Безготков, Александр Михайлович
- Видулина, Алиса Константиновна
- Ганзбург, Григорий Израилевич[укр.]
- Гризодуб, Виктор Александрович
- Данилец, Пётр Дмитриевич
- Иванов, Валентин Гаврилович
- Калабухин, Анатолий Васильевич
- Коровай, Фёдор Игнатьевич
- Лысенко, Николай Тимофеевич
- Мейдман-Молдавский, Александр Михайлович
- Михеев, Борис Александрович
- Михелис, Виктор Иванович
- Назаренко Александр Иванович
- Николаев, Владимир Иванович
- Плужников, Виктор Николаевич
- Савиных, Владимир Фёдорович
- Скловский, Борис Александрович
- Стецюн, Николай Григорьевич
- Сукач, Николай Васильевич